# Fulla de salze
Fulla de salze és una varietat local d'olivera originària del municipi el Ginestar i de Rasquera Així doncs, aquesta varietat es considera pròpia de la comarca de la Ribera d'Ebre, encara que també se'n troben exemplars a El Perelló, Baix Ebre. En total, hi podrien haver unes 550 hectàrees conreades amb aquesta varietat, que també es coneix com a salzenca, salsenca o salsenya.
La fulla de salze és una varietat primerenca d'olivera amb vigor mitjà, bon arrelament, densitat clara i despreniment fàcil, però de productivitat molt baixa. L'oli de les oliveres fulla de salze es considera de qualitat en tant que és equilibrat al paladar. Té tendència a la dolçor.